# 京都日本語研修センター
京都日本語研修センター（きょうとにほんごけんしゅうセンター、英称: Kyoto Japanese Language Training Center）は、1963年に日本で最初に設立されたコンピュータの学校である、京都コンピュータ学院を母体とする日本語教育機関。正式名称は京都コンピュータ学院鴨川校京都日本語研修センター。略称はKJLTC。

## 概観

### 学校全体
京都日本語研修センターは、専門学校の京都コンピュータ学院を母体として2000年に設置された。法務大臣告示日本語教育機関で、文部科学省の「準備教育課程」の指定を受けている。また、卒業生は優先的にグループ校の京都コンピュータ学院や京都情報大学院大学へ進学できる。

### 教育および研究
日本の大学院や大学、専門学校へ進学を志す外国人に、日本語能力試験N1・N2の合格を目指した日本語科目と日本留学試験対策の基礎科目を扱う。

一定の日本語能力が認められた学生は、京都コンピュータ学院のコンピュータ専門課程を聴講できる。京都日本語研修センター卒業後に同学院に入学する場合に、聴講した科目の単位が卒業必要単位に加算される。

## 基礎データ

### 所在地
- 京都府京都市左京区田中下柳町11

### 象徴
- スクールカラー

スクールカラーは緑色で、KCGグリーンと称している。これは世界7大陸の緑の大地のイメージと、グループ校の京都コンピュータ学院が濃青、京都情報大学院大学が臙脂色である対比の色調として制定された。
- 徽章

グループの徽章としてkcg.eduが2003年より使われている。これは1995年にKCGグループが取得したドメイン名に由来する。アメリカ国外の教育機関が.eduドメインを認められるのは極めて例が少なく、日本では唯一である（.eduを参照）。このドメイン名は現在、グループ校の京都情報大学院大学が使用している。

## グループ校
- 京都コンピュータ学院
- 京都情報大学院大学
- 京都自動車専門学校